# Terutli
Terutli je obec okresu Cunta v Dagestánské republice Ruské federace.

## Charakteristika obce
Obec leží ve výšce 1980 m n. m. v údolí nad soutokem řek Chаlugajcha a Čerežná, na úpatí hřebenu Gugotli.
Je ústřední obcí vesnického okresu Terutli. Počet obyvatel vesnického okresu Terutli se pohybuje okolo 500 lidí. Počet obyvatel samotné obce Terutli se pobyhuje okolo 200. Obyvatelé převážně Cezové a ruští pohraničníci. Dostupnost obce je komplikovaná kvůli vysokohorským podmínkám v zimních měsících a častým sesuvům půdy v letních měsících.
V obci je mešita s minaretem.